# القلب العاري.. عاشقا
القلب العاري.. عاشقًا، مجموعة شعرية من مؤلفات الشاعرة والكاتبة العربية السورية غادة السمان، صدرت في عام 2008، عن منشورات غادة السمان في بيروت، لبنان.